# 伏立诺他
伏立诺他（商品名：Zolinza）是一种含氮有机化合物，分子式C14H20N2O3，是一种组蛋白脱乙酰酶抑制劑，用于治疗皮肤T细胞淋巴瘤（CTCL）患者在接受两次全身治疗期间或之后病情持续、恶化或复发的皮肤表现。